# Crella alba
Crella alba är en svampdjursart som först beskrevs av Jean Vacelet 1969.  Crella alba ingår i släktet Crella och familjen Crellidae. Inga underarter finns listade i Catalogue of Life.